# Lønstrup
Lønstrup är en tätort i Hjørrings kommun i Region Nordjylland i Danmark. Tätorten har 565 invånare (2024). Den ligger på ön Vendsyssel-Thy, cirka 11,5 kilometer väster om Hjørring.
Lønstrup är ett gammalt fiskeläge men är numera en turistort. Sevärdheter är bland annat den delvis igensandade fyren Rubjerg Knude fyr och Mårups kyrka, en tidigare kyrkobyggnad vid kusten som på grund av erosionen har rivits. År 2011 stod endast tre av murarna kvar.

## Lønstrup Redningsstation
Lønstrup Redningsstation inrättades 1851 med en raketapparat, som inköpts från England och en räddningsbåt som byggts i Köpenhamn. Det första båthuset byggdes vid Sønder Strandvej. Ett nytt stationshus på Kysten 10 uppfördes 1936. Stationen lades ned 1996 och övertogs av Lønstrups fiskeriforening och Lokalhistorisk Forening for Lønstrup og Omegn. Det inrymmer en utställning om kustfiskets och räddningsväsendets historia i Lønstrup.
Stationens sista räddningsbåt var döpt till Marly och var byggd på Lønstrups Bådebyggeri och finns i det tidigare stationshuset.

## Bildgalleri

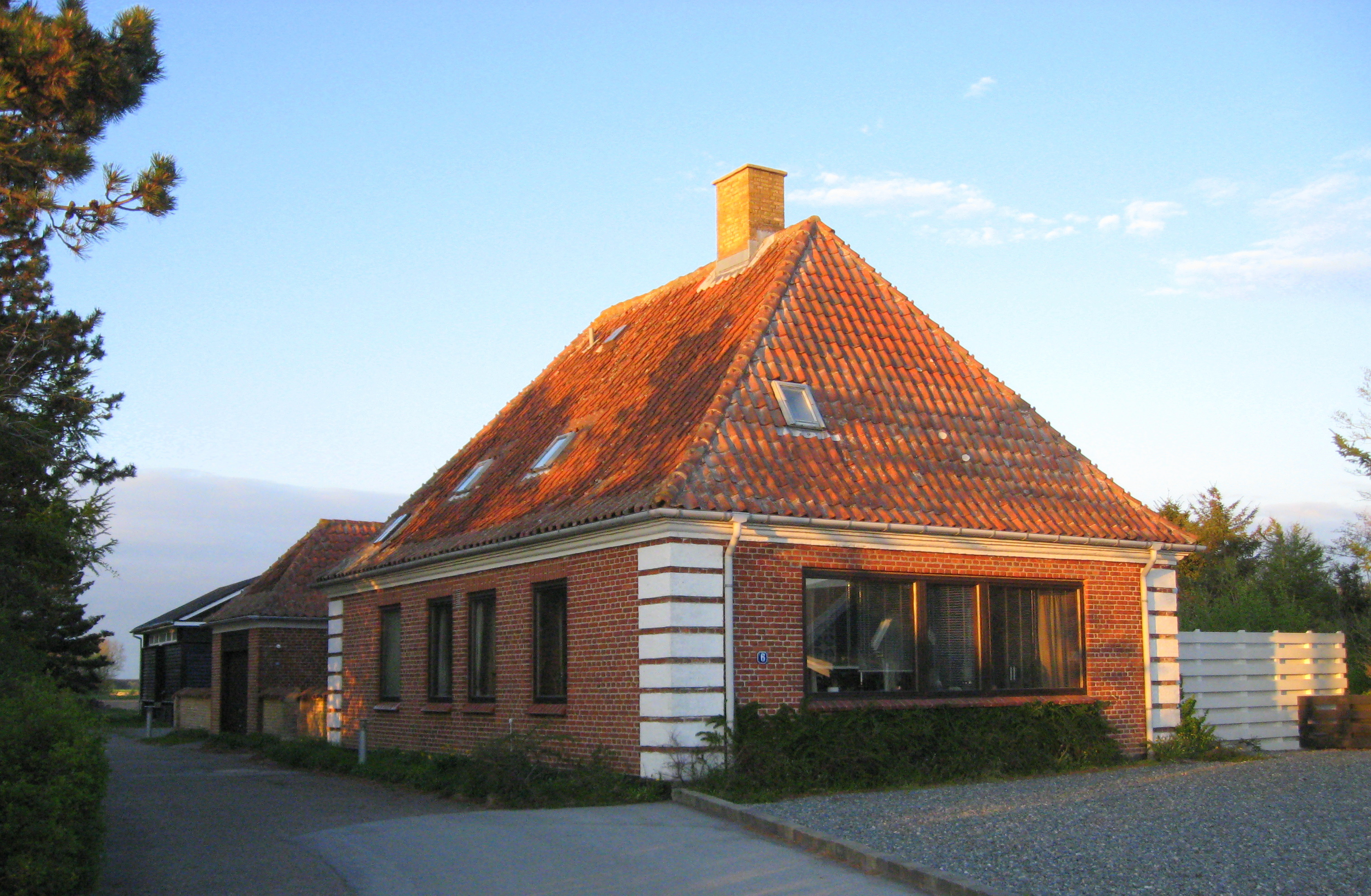
Det gamla stationshuset i Lønstrup.
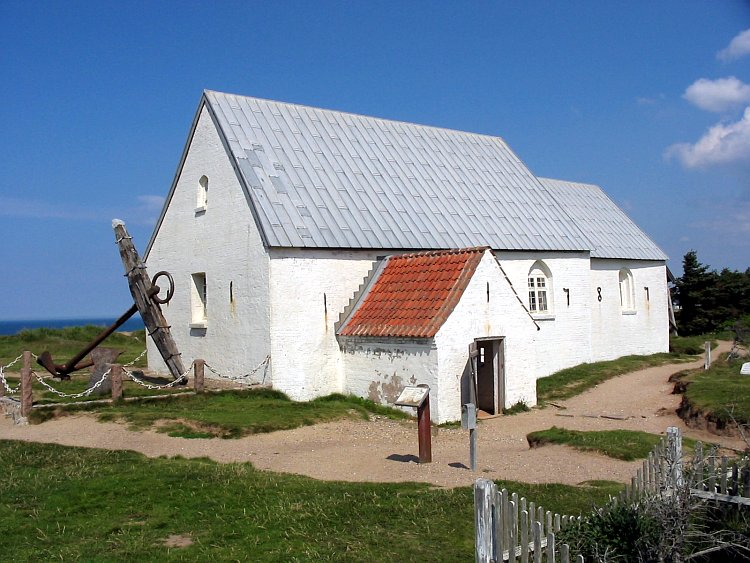
Mårups kyrka, 2004.
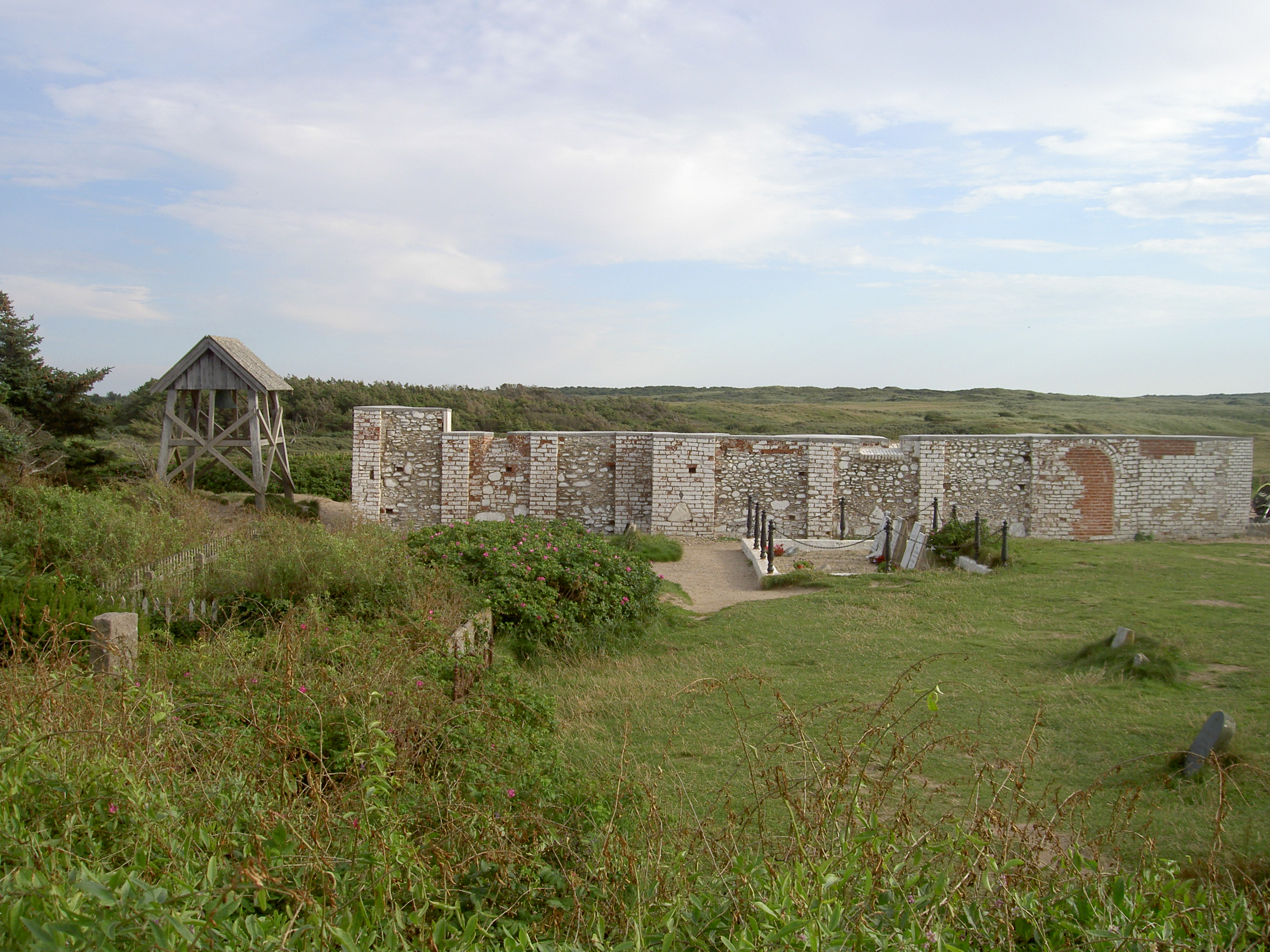
Resterande del av Mårups kyrka 2009.
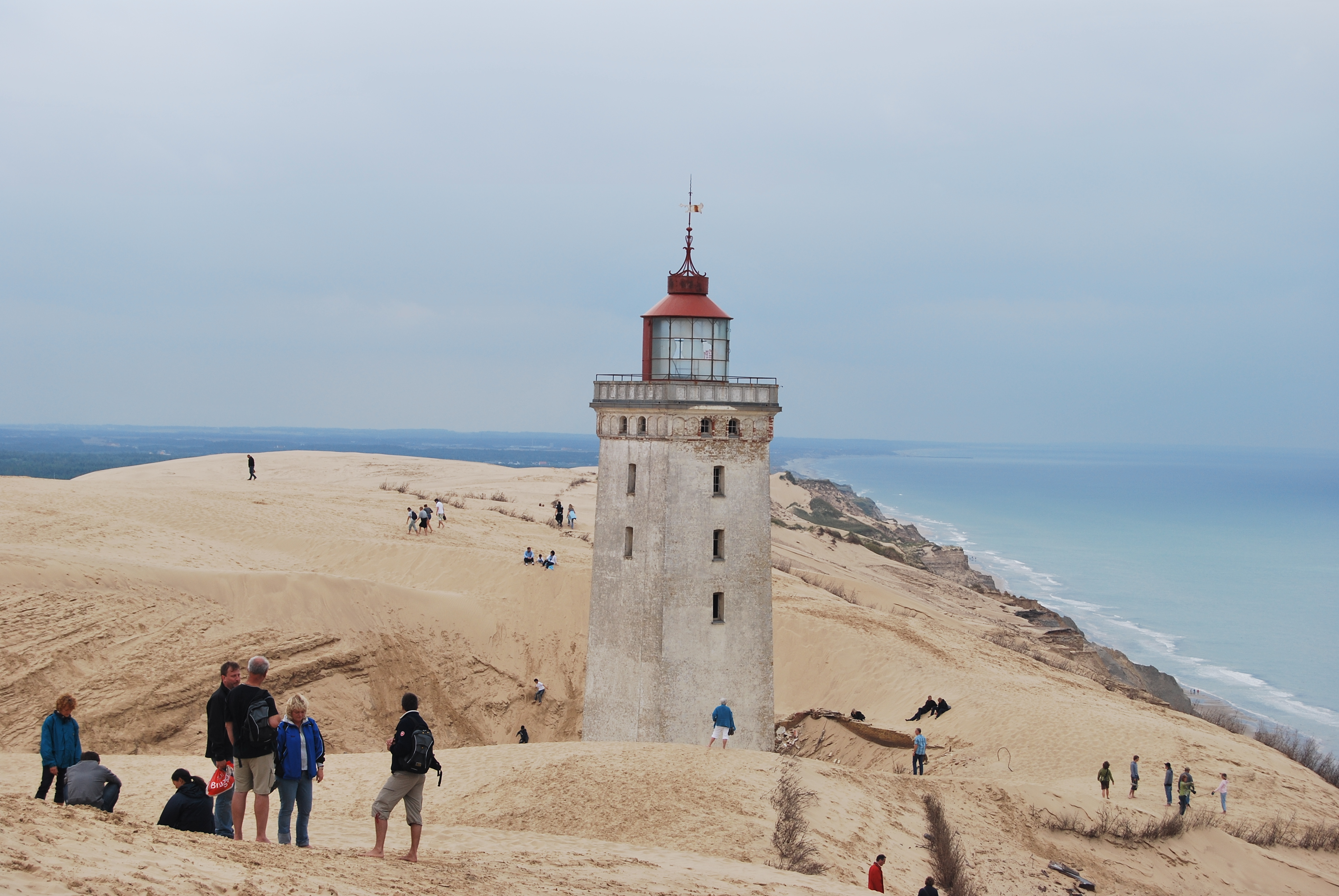
Rubjerg Knude fyr, 2009.